# S. Blair Hedges

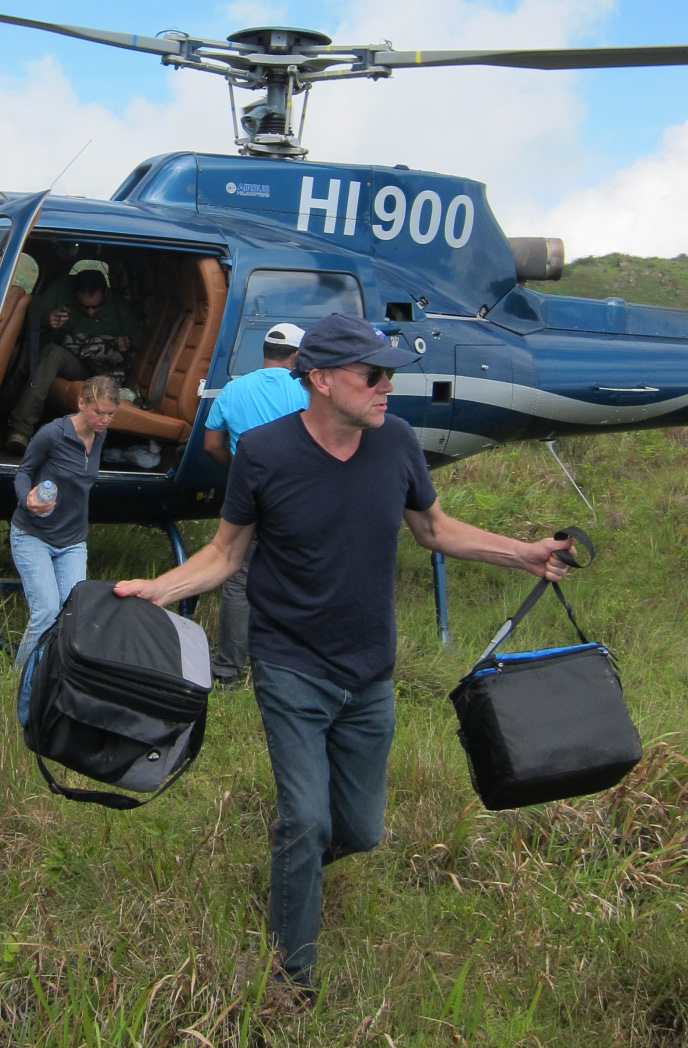
Stephen Blair Hedges

Stephen Blair Hedges (* 21. April 1957) ist ein US-amerikanischer Herpetologe und Evolutionsbiologe. Sein Forschungsschwerpunkt ist die Herpetofauna der Karibik.

## Leben
Hedges erwarb 1981 einen Bachelor-Abschluss an der George Mason University. 1984 graduierte er zum Master of Science an der University of Maryland und 1988 wurde er dort zum Ph.D. promoviert.  Nach einer Professur an der Pennsylvania State University wurde er 2014 Carnell Professor für Biologie an der Temple University. 
Hedges leistete Beiträge auf dem Gebiet der Evolutionsbiologie, wobei insbesondere seine Arbeit Verbindungen zwischen der biologischen Evolution und der Erdgeschichte in verschiedenen Organismengruppen aufzeigte. Er ist Autor von über 300 wissenschaftlichen Artikeln in Fachzeitschriften mit Peer-Review und veröffentlichte zehn Bücher, darunter The Timetree of Life, das erste Nachschlagewerk, das eine umfassende Darstellung der Ursprünge lebender Arten und ihrer Ahnen beinhaltet. Darüber hinaus ist Hedges Mitglied des Astrobiologischen Instituts der NASA, das er 1998 mitbegründet hat, um Strategien für die Suche nach Leben auf anderen Planeten zu entwickeln und zu verstehen, wie sich das Leben auf der Erde entwickelt hat. Hedges entwickelte auch eine neue Methode zur Datierung jahrhundertealter Kunstdrucke und Bücher, indem er die für die Druckgrafik verwendeten Holzblöcke und Metallplatten analysierte.
Im Laufe seiner Karriere hat Hedges 134 bisher unbekannte Arten von Amphibien, Reptilien und Schmetterlingen, 47 Gattungsgruppen von Amphibien und Reptilien, 28 Familiengruppen von Amphibien und Reptilien sowie 31 höhere Taxa von Prokaryoten und Tieren entdeckt, beschrieben und benannt. Er beschrieb mit Eleutherodactylus iberia eine der kleinsten bekannten Froscharten der Welt, mit Sphaerodactylus ariasae die kleinste bekannte Echsenart und mit Tetracheilostoma carlae die kleinste bekannte Schlangenart der Welt. Letztere benannte er nach seiner Frau, der Herpetologin Carla Ann Hass (* 1959). Hedges leitete Forschungs- und Artenschutzmissionen in Haiti und anderen Ländern der Karibik, mit der Zielsetzung, die Standorte von gefährdeten Reptilien und Amphibien zu bestimmen, neue Arten zu entdecken, lebende Froschpopulationen für die Zucht in menschlicher Obhut umzusiedeln und die DNA der Arten in der Pennsylvania State University in einer Kryobank zu speichern.
Mit Hilfe der Genetik und Genomik untersucht er die Muster und Mechanismen, die den Tree of Life von seinem Ursprung bis zur Gegenwart geprägt haben. Dazu gehören Artbildung, Aussterben, Diversität, Biogeographie und die mehrdimensionale Evolution der Biodiversität. Sein besonderes Interesse gilt der Frage, wie die planetarische Umwelt die Evolution des Lebens beeinflusst hat, z. B. durch Kontinentaldrift, Schwankungen des Meeresspiegels und Klimaveränderungen, sowie den Auswirkungen der Entwaldung auf die heutigen Arten.
Hedges wurde 2009 zum Fellow der American Association for the Advancement of Science gewählt. Er war Gastprofessor bei zahlreichen bedeutenden Lehraufträgen, darunter bei der Philips Distinguished Lecture am Haverford College, bei der Karling Lecture bei der Mycological Society of America und bei der Darwin Lecture am Natural History Museum in London. Seine wissenschaftlichen Schriften wurden von der Zeitschrift Nature ausgezeichnet, und seine Arbeit fand in Zeitungen wie der New York Times und in populärwissenschaftlichen Zeitschriften wie National Geographic, Popular Science und Science News große Anerkennung.

## Dedikationsnamen
Alberto R. Estrada, Luis M. Díaz und Ariel Rodríguez Gómez benannten im Jahr 1998 die vom Aussterben bedrohte Froschart Eleutherodactylus blairhedgesi von der Insel Kuba zu Ehren von Stephen Blair Hedges.